# Astragalus filiformis
Astragalus filiformis är en ärtväxtart som först beskrevs av Dc., och fick sitt nu gällande namn av Jean Louis Marie Poiret. Astragalus filiformis ingår i släktet vedlar, och familjen ärtväxter. Inga underarter finns listade i Catalogue of Life.